# 山下謙一 (内務官僚)

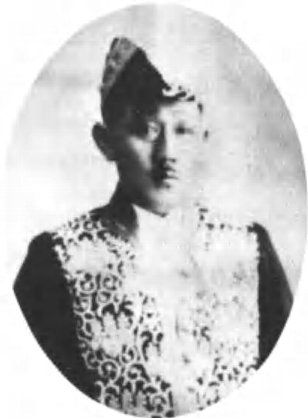
山下謙一

山下 謙一（やました けんいち、1885年1月14日 - 1951年6月27日）は、日本の内務官僚。官選県知事。

## 経歴
佐賀県出身。山下範左衛門の長男として生まれる。第五高等学校を経て、1910年、東京帝国大学法科大学法律学科（独法）を卒業。1911年11月、文官高等試験行政科試験に合格。1912年、内務省に入り千葉県属となる。
以後、千葉県印旛郡長、朝鮮総督府忠清北道事務官・内務部長、岡山県書記官・内務部長、徳島県書記官・内務部長、千葉県書記官・内務部長などを歴任。
1928年5月、徳島県知事に就任し、1929年7月まで在任。その後、1931年12月、熊本県知事に着任。1932年6月28日、知事を休職となる。1933年7月8日に退官した。

## 親族
- 中村竹蔵 - 妻の父。朝鮮総督府高等法院検事長。